# Onze-Lieve-Vrouwekerk (Alsemberg)
De Onze-Lieve-Vrouwekerk van Alsemberg, waarvan de eerste bouwsels dateren uit 1241, bevat verscheidene kunstwerken, waaronder een romaanse doopvont uit de 12e eeuw.
Sinds het midden van de 13e eeuw wordt in Alsemberg een romaans Mariabeeld vereerd, dat aan de parochie geschonken zou zijn door Sofia, echtgenote van hertog Hendrik II van Brabant.
De overlevering verhaalt dat Maria van de koningin van Hongarije, Elisabeth van Thuringen, verlangde dat zij in Brabant, op de berg, waar de alsem bloeide, een kerk zou bouwen. Het romaans-byzantijns miraculeus beeld van de Moedermaagd, aangeroepen als de "Ster der Zee", dateert van omstreeks 1200 en is uit Hongaarse haagbeuk gesneden. Prinses Sofia, dochter van de in 1231 overleden H. Elisabeth van Hongarije, bracht het naar Alsemberg, toen zij in 1242 met hertog Hendrik trouwde.
Tot in de 14e eeuw stond hier een romaanse kerk, die vanaf de jaren 1350 werd vervangen door het huidige gebouw. De bouw van de nieuwe driebeukige kerk vorderde heel langzaam. De kerk is opgetrokken in laatgotische stijl en bezit alle kenmerken van de Brabantse architectuur uit de 14e eeuw, onder andere de puntgevels boven de zijbeuken en de pilaarkapitelen met koolbladmotief.

Aan het koor werd gewerkt van ca. 1350 tot ca. 1450. Het gewelf werd pas in 1470 voltooid, dankzij een gift van hertog Karel de Stoute, die hier op bedevaart kwam op 8 februari 1466. In 1503 werd een aanvang gemaakt met de toren waarvan het benedenste gewelf pas in 1527 werd voltooid. Omstreeks 1520 werd de grote beuk overwelfd. Hiertoe schonk Keizer Karel hout uit het Zoniënwoud. Vandaar dat zijn wapenschild in het gewelf is aangebracht.
De sacristie dateert uit de 17e eeuw en werd aangepast in 1775. In 1866 werd de algemene restauratie aangevat en in 1891 werd de slanke, gekroonde spits voltooid. De spits draagt een hertogelijke kroon, waarmee verwezen wordt naar de rol die verscheidene Brabantse hertogen hebben gespeeld in de totstandkoming van dit heiligdom.
De jongste restauratie dateert van 1983.
Behalve het romaans devotiebeeld bezit de kerk nog verscheidene andere kunstwerken, waaronder een smeedijzeren koorhek uit 1770, twee barokke biechtstoelen en een preekstoel (einde 18e eeuw) van Jan van Geel. Doopvont, waarvan de kuip dagtekent van omstreeks 1200 en vermoedelijk tot de oorspronkelijke romaanse kerk behoorde (zijportaal). Er staat ook een marmeren doopvont van 1725. Verschillende schilderijen, waaronder een aantal de geschiedenis van de bedevaartplaats verhalen, zijn omstreeks 1645 geschilderd door Antoon Sallaert. Deze Brusselse kunstenaar schilderde ook negen van de 16 portretten die de sacristie versieren en de weldoeners van de kerk afbeelden.
De Onze-Lieve-Vrouwekerk bevindt zich op het Kapelaansplein.

## Foto's

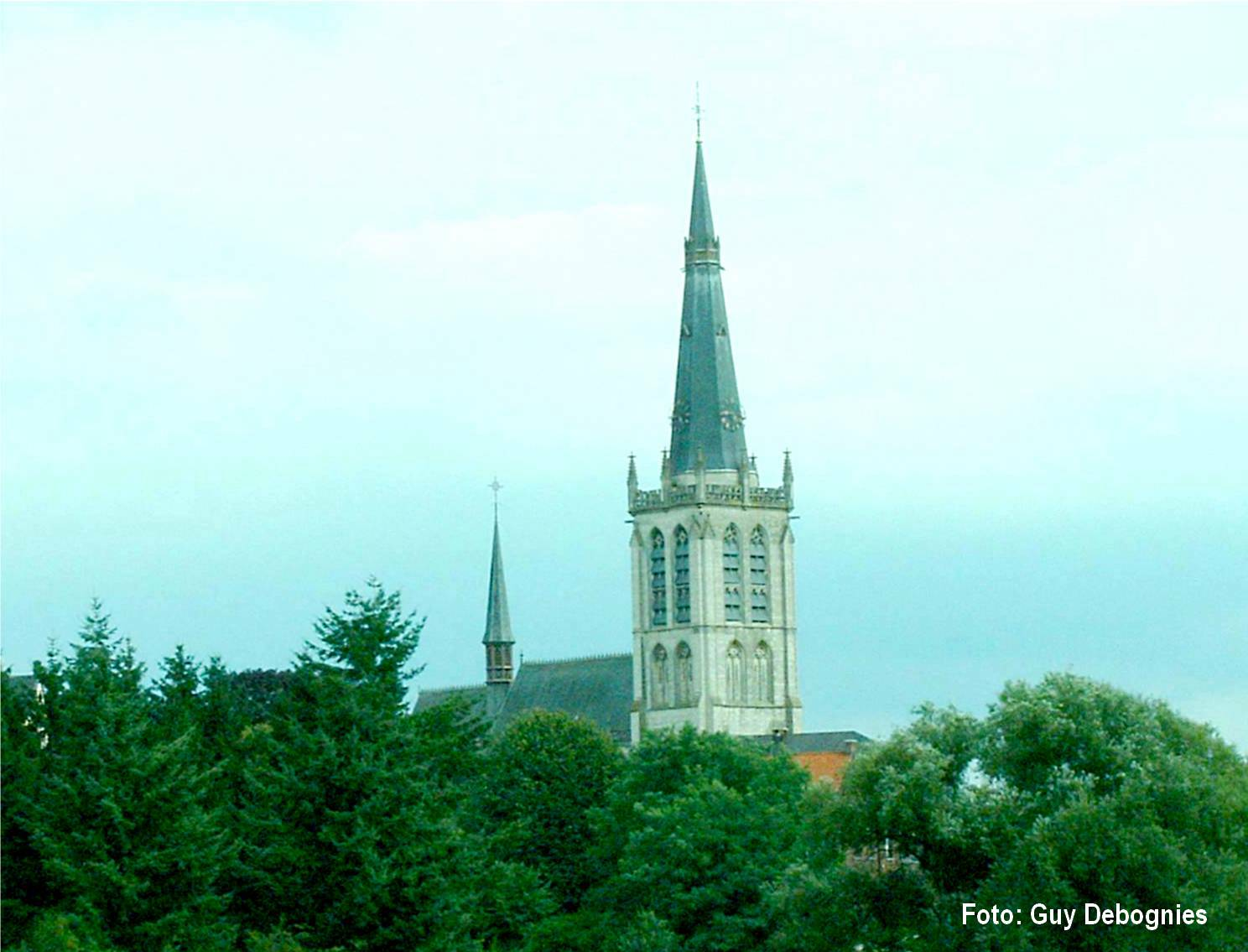
De 14e-eeuwse Onze-Lieve-Vrouwekerk van Alsemberg
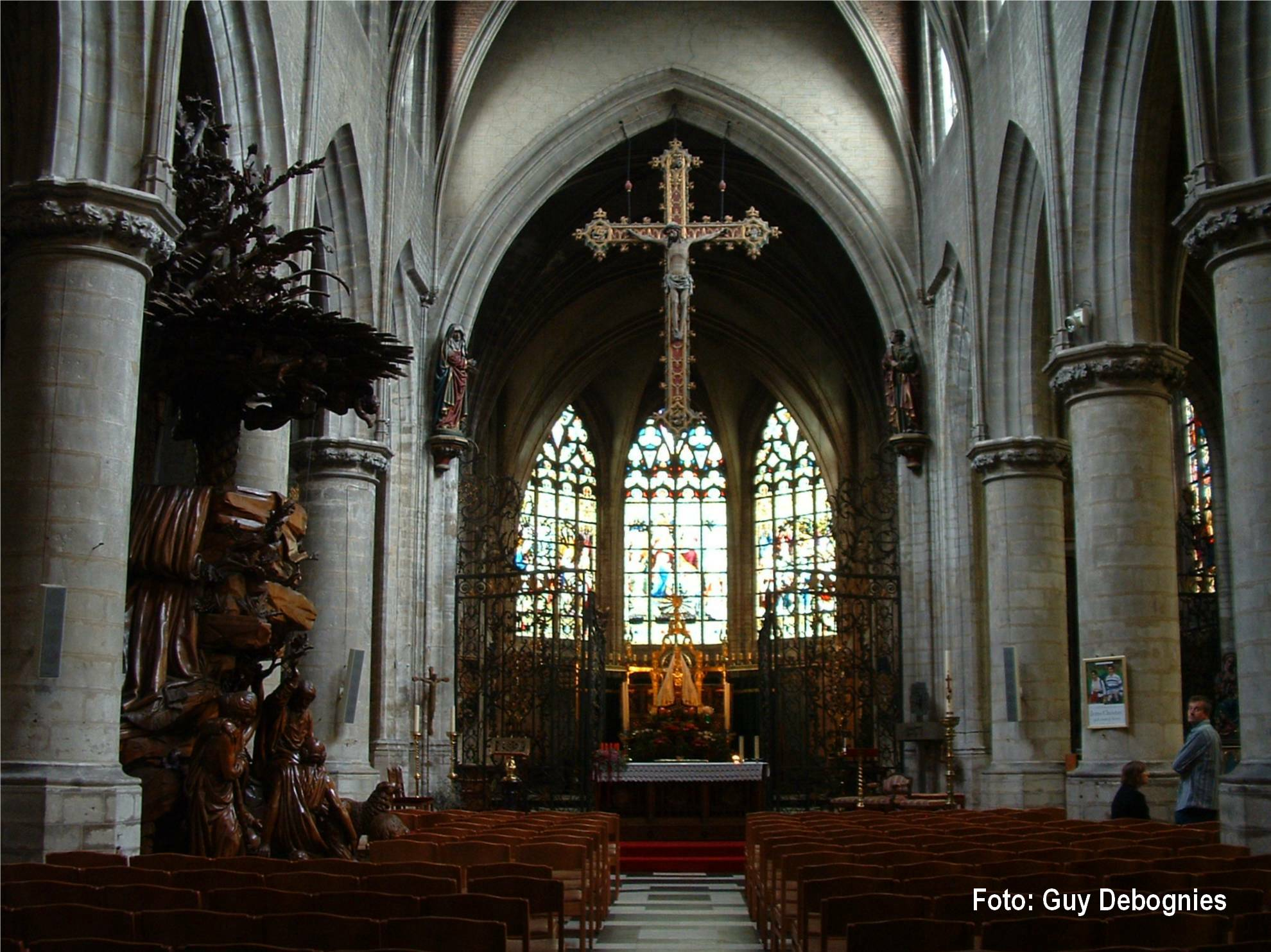
Het interieur van de kerk met het devotiebeeld van Maria, genaamd Stella Maris (d.i. Ster der Zee)